# Trudi Meyer
Gertrud Meyer, més coneguda com a Trudi Meyer   (Hannover, 13 de juliol de 1914 - Hannover, 23 d'octubre de 1999) va ser una gimnasta artística alemanya que va competir durant la dècada de 1930. Es va casar amb el waterpolista Bernhard Baier.
El 1936 va prendre part en els Jocs Olímpics de Berlín, on guanyà la medalla d'or en la competició del concurs complet per equips del programa de gimnàstica.